# Boxeo en los Juegos Olímpicos de Los Ángeles 2028
Los combates de boxeo en los Juegos Olímpicos de Los Ángeles 2028 se realizarán en el Peacock Theater de Los Ángeles en julio de 2028. Las preliminarias serán en el teatro y las finales programadas para el Crypto.com Arena. La arena tendrá el nombre de "Downtown Arena" durante los Juegos por reglas de patrocinamiento.